# Tianyuornis
Tianyuornis is een geslacht van uitgestorven vogels uit het Vroeg-Krijt van de huidige Volksrepubliek China, behorend tot de Hongshanornithidae. De enige benoemde soort is Tianyuornis cheni.

## Vondst en naamgeving
Een team van het Shandong Tianyu Museum of Nature groef bij Xisanjia nabij Ningchen in Binnen-Mongolië een skeletje op van een kleine vogel, in dezelfde groeve die Hongshanornis had opgeleverd.
In 2014 werd de typesoort Tianyuornis cheni benoemd en beschreven door Zheng Xiaoting, Jingmai Kathleen O'Connor, Wang Xiaoli, Zhang Xiaomei en Wang Yan. De geslachtsnaam verbindt een verwijzing naar het museum met het Oudgrieks ornis, 'vogel'. De soortaanduiding eert professor Chen Piyi die het onderzoek aan het museum altijd heeft gesteund.
Het holotype STM7-53 is gevonden in een laag van de Yixianformatie die dateert uit het vroege Aptien, ongeveer 125 miljoen jaar oud. Het bestaat uit een vrijwel compleet skelet met schedel op een plaat en tegenplaat. De splijting van de platen heeft de botten beschadigd. Daarbij is de kwaliteit van de beenderen niet goed vanwege de aanwezigheid van een rood ijzeroxide. Het skelet ligt grotendeels in verband. Resten van de slagpennen en staartveren zijn bewaard gebleven. Het betreft een vrij jong dier dat echter dicht bij de volwassen grootte lag en daarom jongvolwassen wordt genoemd.

## Beschrijving
Het skelet van het holotype vertegenwoordigt een vrij klein individu. De spanwijdte bedraagt toch nog een veertig centimeter doordat de slagpennen de handlengte bijna verviervoudigen. Daarbij is het mogelijk dat een volwassen dier nog wat groter werd.
De beschrijvers wisten geen autapomorfieën, unieke afgeleide eigenschappen, vast te stellen. Dat Tianyuornis desalniettemin een aparte soort was, leidden ze af uit een onderscheidende combinatie van op zich niet unieke kenmerken. Zowel de bovenkaken als onderkaken dragen tanden. De premaxillaire en maxillaire tanden van de bovenkaken zijn veel langer dan de dentaire tanden van de onderkaken. De voorste tak van het dentarium van de onderkaak is recht in plaats van golvend. Het ravenbeksbeen is ongeveer 60 procent langer, richting schouderblad, dan breed. Het vorkbeen is U-vormig zonder hypocleidium, voorste punt. Het borstbeen heeft vooraan een scherpe punt van 96 graden. De buitenste achterste uitsteeksels van het borstbeen zijn aan hun uiteinde verbreed. De processus uncinati zijn lang, twee achterliggende ribben overlappend.
De schedel is drie centimeter lang. Hij is kort met een spitse, in zijaanzicht driehoekige snuit. De ogen zijn zeer groot zoals bij juveniele dieren.

## Fylogenie
Tianyuornis werd in de Hongshanornithidae geplaatst.